# Real-Time Operating System for Multiprocessor Systems
Das Real-Time Operating System for Multiprocessor Systems (RTEMS) ist ein Open-Source-Echtzeitbetriebssystem für überwiegend displaylose, echtzeitfähige eingebettete Systeme. Die Abkürzung steht mittlerweile für Real-Time Executive for Multiprocessor Systems, ursprünglich stand sie für Real Time Executive for Missile Systems.

## Geschichte
Ursprünglich 1988 vom US-Militär entwickelt, wird es heute in einer Vielzahl von Anwendungsgebieten von Kommunikation über Medizin bis Militärtechnik eingesetzt. Das Betriebssystem wird von einem Steuerungsgremium fortentwickelt.
Das quelloffene RTEMS wird kostenlos lizenziert (RTEMS-Lizenzbestimmungen) und den damit erstellten Anwendungen werden mit einer Ausnahme (GoAhead Webserver License) keine Einschränkungen hinsichtlich ihrer Nutzung auferlegt.
RTEMS unterstützt diverse Mikroprozessoren wie ARM, 68K, PowerPC, IA-32, SuperH (SH), MIPS, SPARC und OpenRISC. Auf jedem Prozessor läuft ein Hauptprogramm, das mehrere Threads starten kann, die prioritätsgesteuert sind.
Anders als bei anderen Betriebssystemen stand von Anfang an die  harte Echtzeitfähigkeit im Vordergrund. An diesem Kriterium werden auch alle Weiterentwicklungsschritte gemessen, die Echtzeitfähigkeit des Systems darf nicht eingeschränkt werden.

## Merkmale
Unter den Merkmalen von RTEMS sind folgende hervorzuheben:
- POSIX-1003.1b-API einschließlich Threads
- RTEID/ORKID-API
- TCP/IP-Netzwerk
- uITRON-3.0-API (unterstützt bis RTEMS 4.10[4])
- GNU-Toolset
- GNU-GDB-Schnittstelle